# Plectocomia pierreana
Plectocomia pierreana är en enhjärtbladig växtart som beskrevs av Odoardo Beccari. Plectocomia pierreana ingår i släktet Plectocomia och familjen Arecaceae. Inga underarter finns listade i Catalogue of Life.